# Финал (фильм)
«Финал» (англ. The Final) — американский драматический фильм с элементами триллера 2010 года режиссёра Джои Стюарта с участием Марка Донато, Яши Вашингтона, Тиффани Пастор и Тревиса Тедфорда. Фильм вышел на After Dark Horrorfest 23 ноября 2012 года.

## Сюжет
Фильм начинается в чёрно-белых тонах, когда девушка в капюшоне заходит в закусочную. Когда она делает заказ, кассирша начинает пялиться на неё, увидев её лицо. Когда девушка выходит в зал закусочной — все на неё смотрят. Мальчик спрашивает свою маму: «Мама, а почему у девочки такое лицо?» Мать приказывает ему прекратить, и теперь уже все смотрят на девушку. Внезапно, девушка опрокидывает стол и выкрикивает: «Хватит смотреть. Я знаю как выгляжу. Думаете мне это нравится? Думаете у меня был выбор?» и выбегает из закусочной.
Далее события переносятся на некоторое время назад. Группа подростков-изгоев, объединившись, задумывает расправиться со всеми своими мучителями, для чего организовывает карнавал на заброшенной фабрике, куда не приглашают только Кёртиса, так как он защищал Рэйви. Однако он как-то узнаёт про карнавал и является на него, что несколько спутывает карты мстителям, но Дэйн призывает всех следовать первоначальному плану. Добавив в выпивку снотворное, они усыпляют гостей и сковывают цепями, после чего переодеваются в внушающие страх костюмы и будят всех, объявляя, что настал час расплаты.
Первой жертвой становится Майлз — за грубую шутку Джек простреливает ему щеку и колено пистолетом для забоя скота. В ответ на вопрос Рикса «Почему мы?» Дэйн отвечает, что теперь их очередь спросить себя об этом. Далее он интересуется, не хочет ли кто-то уйти, и этим человеком оказывается Томми. Его расковывают и объясняют, что дорога в город начинается через 3 километра, которые ему предстоит пройти по лесу, но его будут преследовать. Также Дэйн сообщает Наде, что Томми изменял ей с Хизер, о чём все знали, но предпочли смеяться за её спиной. Томми не удаётся пройти через лес.
Следующим становится Бернард — Рэйви вливает ему в рот жидкость, которая парализует его, но Бернард чувствует всё, что с ним происходит, и Эмили пытает его, прокалывая иглами. Рэйви подбрасывает Кертису ключ, и тот сбегает. В ярости Дэйн убивает того за предательство.
Эмили уродует Хизер, вымазав её лицо специальным составом собственной разработки. Брэдли обвиняет Дэйна в трусости, и тот снимает маску. То же самое делает и Эмили, когда её узнают, затем маски снимают Джек и Энди. Бриджет просит прощения у неё, но Эмили заявляет, что взамен та должна отрезать все пальцы Брэдли. Бриджет в ужасе отказывается, и тогда Эмили предлагает это Брэдли, который отрезает Бриджет два пальца на руке, после чего те меняются местами, но Бриджет даже под угрозой изуродования не может сделать это.
Кёртис пытается найти помощь у соседа, который поначалу принимает его за грабителя, однако затем верит ему и отправляется выяснить обстановку. Ему удаётся убить двух человек в лесу, но он попадается в одну из ловушек и не может идти. Несмотря на все мольбы Брэдли, Дэйн воистину жестоко расправляется с ним, перерезая ему спинной мозг и тем самым парализуя его, затем он приковывает к креслу Рикса и Энди уже готовится отрезать ему язык, но тут в комнату врывается Кёртис с пистолетом в руке. Он убивает Энди, но получает пулю от Дэйна, тот собирается добить Кёртиса, но Эмили стреляет ему в спину. Эмили и Джек прощаются друг с другом и кончают жизнь самоубийством.
В финале фильма Келли кончает жизнь самоубийством, наглотавшись таблеток. Бриджет, которой изуродовали лицо, сидит в машине и смотрит на закусочную. В её ушах звучит голос Дэйна: «Считайте это последним экзаменом. И это будет единственный вопрос — что я сделал, чтобы меня так ненавидели?». Она выходит из машины и заходит в закусочную… Раздаётся голос мальчика: «Мама, а почему у этой девочки такое лицо?».

## В ролях
- Марк Донато — Дэйн
- Яша Вашингтон — Кёртис
- Уитни Хой — Бриджет
- Линдсэй Сидел — Эмили
- Лаура Эшли Сэмюэлс — Келли
- Джастин Арнольд — Брэдли
- Тревис Тедфорд — Энди
- Эрик Айзенхауэр — Джек
- Винсент Силохан — Рави
- Фара Уайт — репортёр
- Престон Флэгг — Риггз
- Хантер Гарнер — Томми
- Райан Хейден — Майлс
- Дэниел Росс — Бернард
- Мэттью Пози — Паркер

## Критика
На сайте Rotten Tomatoes фильм имеет рейтинг 13 % на основе 8 рецензий со средним баллом 3,3 из 10.